# Dinitroxylole
Die Dinitroxylole bilden eine Stoffgruppe, die sich sowohl von den Xylolen als auch von den Dinitrobenzolen ableitet. Die Struktur besteht aus einem Benzolring mit zwei angefügten Methylgruppen (–CH3) und zwei Nitrogruppen (–NO2) als Substituenten. Durch deren unterschiedliche Anordnung ergeben sich 11 Konstitutionsisomere mit der Summenformel C8H8N2O4 und der Molmasse 196,16 g·mol−1.
| Dinitroxylole  |                                    |                                    |                                    |                                    |
| Name           | 3,4-Dinitro-o-xylol                | 3,5-Dinitro-o-xylol                | 3,6-Dinitro-o-xylol                | 4,5-Dinitro-o-xylol                |
| IUPAC          | 1,2-Dimethyl-3,4-dinitrobenzol     | 1,2-Dimethyl-3,5-dinitrobenzol     | 2,3-Dimethyl-1,4-dinitrobenzol     | 1,2-Dimethyl-4,5-dinitrobenzol     |
| Strukturformel | 3,4-Dinitro-o-xylol Strukturformel | 3,5-Dinitro-o-xylol Strukturformel | 3,6-Dinitro-o-xylol Strukturformel | 4,5-Dinitro-o-xylol Strukturformel |
| CAS-Nummer     | 603-06-5                           | 616-69-3                           | 610-03-7                           | 610-23-1                           |
| PubChem        | 3017121                            | 164696                             | 18981519                           | 69120                              |
| Name           | 2,4-Dinitro-m-xylol                | 2,5-Dinitro-m-xylol                | 4,5-Dinitro-m-xylol                | 4,6-Dinitro-m-xylol                |
| IUPAC          | 1,3-Dimethyl-2,4-dinitrobenzol     | 1,3-Dimethyl-2,5-dinitrobenzol     | 1,5-Dimethyl-2,3-dinitrobenzol     | 1,5-Dimethyl-2,4-dinitrobenzol     |
| Strukturformel | 2,4-Dinitro-m-xylol Strukturformel | 2,5-Dinitro-m-xylol Strukturformel | 4,5-Dinitro-m-xylol Strukturformel | 4,6-Dinitro-m-xylol Strukturformel |
| CAS-Nummer     | 603-02-1                           | 74709-95-8                         | 65151-56-6                         | 616-72-8                           |
| PubChem        | 69042                              | 54300001                           | 19884373                           | 12029                              |
| Name           | 2,3-Dinitro-p-xylol                | 2,5-Dinitro-p-xylol                | 2,6-Dinitro-p-xylol                |                                    |
| IUPAC          | 1,4-Dimethyl-2,3-dinitrobenzol     | 1,4-Dimethyl-2,5-dinitrobenzol     | 2,5-Dimethyl-1,3-dinitrobenzol     |                                    |
| Strukturformel | 2,3-Dinitro-p-xylol Strukturformel | 2,5-Dinitro-p-xylol Strukturformel | 2,6-Dinitro-p-xylol Strukturformel |                                    |
| CAS-Nummer     | 711-41-1                           | 712-32-3                           | 609-92-7                           |                                    |
| PubChem        | 3916406                            | 12456017                           | 12456018                           |                                    |